# Denny's
Denny's (conosciuto anche come Denny's Diner) è una catena di ristoranti di fast food che offre anche un servizio bar e pancake.

## Storia
Nel 1953 Harold Butler e Richard Jezak aprirono il primo Danny's Donuts a Lakewood, in California. Nel 1956, dopo la partenza di Jezak, Butler cambiò la concezione dell'attività da negozio di donut a caffetteria (denominata Danny's Coffee Shops) aperta 24 ore su 24. Nel 1961 ha assunto l'attuale denominazione Denny's, nel frattempo oltre all'attività di caffetteria era iniziata quella di ristorazione. Nel 1967 fu aperto il primo ristorante fuori dai confini nazionali, ad Acapulco, in Messico. Nel 1968 la società iniziò a essere quotata presso la Borsa di New York. Successivamente il business si è ulteriormente espanso, tanto che nel 1981 erano già più di 1.000 i ristoranti, distribuiti sul territorio nazionale in tutti e 50 gli stati.
Nel 1991 il quartier generale della società si trasferì da Irvine (California) a Spartanburg (Carolina del Sud), presso gli uffici della Trans World Corporation che aveva acquisito Denny's quattro anni prima.

## Distribuzione
Denny's opera con oltre 1600 ristoranti negli Stati Uniti, Canada, El Salvador, Curaçao, Costa Rica, Venezuela, Honduras, Giappone (sotto il nome di Denīzu), Messico, Nuova Zelanda, Qatar ed Emirati Arabi Uniti.
Denny's non termina mai il servizio durante le vacanze o di notte, eccetto quando è richiesto dalla legge.